# ألبرت فاولر
ألبرت فاولر (بالإنجليزية: Albert Fuller)‏ هو عازف هاربسكورد أمريكي، ولد في 21 يوليو 1926، وتوفي في 22 سبتمبر 2007 بسبب قصور القلب.

## وصلات خارجية
- ألبرت فاولر على موقع ميوزك برينز (الإنجليزية)
- ألبرت فاولر على موقع أول ميوزيك (الإنجليزية)
- ألبرت فاولر على موقع ديسكوغز (الإنجليزية)